# WITH (album của TVXQ)
With (tên chính thức là WITH) là album phòng thu tiếng Nhật thứ tám của nhóm nhạc Tohoshinki, phát hành ngày 17 tháng 12 năm 2014 bởi Avex Trax. Album được phát hành bốn phiên bản bao gồm ba phiên bản chính thức và một phiên bản giới hạn dành cho fanclub.

## Danh sách bài hát
| With (Tất cả phiên bản) – Disc 1 (CD) | With (Tất cả phiên bản) – Disc 1 (CD)      | With (Tất cả phiên bản) – Disc 1 (CD) | With (Tất cả phiên bản) – Disc 1 (CD)                                       | With (Tất cả phiên bản) – Disc 1 (CD) |
| STT                                   | Nhan đề                                    | Phổ lời                               | Phổ nhạc                                                                    | Thời lượng                            |
| ------------------------------------- | ------------------------------------------ | ------------------------------------- | --------------------------------------------------------------------------- | ------------------------------------- |
| 1.                                    | "Refuse to Lose -Introduction-"            | H.U.B.                                | Philippe-Marc Anquetil Christopher Lee-Joe Danny Lattouf Martin Scott Carre | 2:40                                  |
| 2.                                    | "Spinning"                                 | H.U.B.                                | Lubo Slavicek Katerina Bramley Ninos Hanna                                  | 3:59                                  |
| 3.                                    | "Believe in U"                             | Shinjiroh Inoue                       | Shinjiroh Inoue                                                             | 4:39                                  |
| 4.                                    | "SURISURI (Spellbound)" (Japanese version) | H.U.B.                                | Yoo Young-jin                                                               | 4:31                                  |
| 5.                                    | "Time Works Wonders"                       | Inoue                                 | Peter Gordeno Jamie Hartman                                                 | 3:52                                  |
| 6.                                    | "Dirt"                                     | H.U.B.                                | Chris Wahle Andreas Ohrn                                                    | 2:45                                  |
| 7.                                    | "I Just Can't Quit Myself"                 | Inoue                                 | Simon Westbrook Jamie Sellers James Winchester                              | 3:32                                  |
| 8.                                    | "Chandelier"                               | H.U.B.                                | Matthew Tishler Andrew Underberg                                            | 4:12                                  |
| 9.                                    | "Baby, Don't Cry"                          | H.U.B.                                | Fredrik Jernberg Erik Lidbom Hide Nakamura                                  | 3:43                                  |
| 10.                                   | "Answer"                                   | H.U.B.                                | UTA Hiro Sunny Bo                                                           | 3:47                                  |
| 11.                                   | "Calling"                                  | Inoue                                 | Takashi Iioka                                                               | 4:23                                  |
| 12.                                   | "Sweat"                                    | H.U.B.                                | Hanif Sabzevar Kevin Borg Nicklas Eklun                                     | 3:33                                  |
| 13.                                   | "Special One"                              | H.U.B                                 | Andreas Oberg Caesar & Loui Olof Lindskog                                   | 3:43                                  |
| 14.                                   | "With Love"                                | Inoue                                 | Inoue                                                                       | 5:56                                  |
| Tổng thời lượng:                      | Tổng thời lượng:                           | Tổng thời lượng:                      | Tổng thời lượng:                                                            | 55:15                                 |

| Version A – Disc 2 (DVD) | Version A – Disc 2 (DVD)                                         | Version A – Disc 2 (DVD) |
| STT                      | Nhan đề                                                          | Thời lượng               |
| ------------------------ | ---------------------------------------------------------------- | ------------------------ |
| 1.                       | "Sweat" (Video clip)                                             |                          |
| 2.                       | "Time Works Wonders" (Video clip)                                |                          |
| 3.                       | "Spinning" (Video clip)                                          |                          |
| 4.                       | "Chandelier" (Video clip)                                        |                          |
| 5.                       | "Sweat" (Dance version)                                          |                          |
| 6.                       | "Time Works Wonders" (Sand art version)                          |                          |
| 7.                       | "SURISURI (Spellbound)" (Live at A-nation 2014 Stadium Festival) |                          |
| 8.                       | "Scream" (Live at A-nation 2014 Stadium Festival)                |                          |
| 9.                       | "I Love You" (Live at A-nation 2014 Stadium Festival)            |                          |
| 10.                      | "Something" (Live at A-nation 2014 Stadium Festival)             |                          |
| 11.                      | "Sweat" (Live at A-nation 2014 Stadium Festival)                 |                          |
| 12.                      | "Summer Dream" (Live at A-nation 2014 Stadium Festival)          |                          |
| 13.                      | "Ocean" (Live at A-nation 2014 Stadium Festival)                 |                          |

| Version B – Disc 2 (DVD) | Version B – Disc 2 (DVD)                              | Version B – Disc 2 (DVD) |
| STT                      | Nhan đề                                               | Thời lượng               |
| ------------------------ | ----------------------------------------------------- | ------------------------ |
| 1.                       | "Spinning" (Off shot movie)                           |                          |
| 2.                       | "Chandelier" (Off shot movie)                         |                          |
| 3.                       | "Album Jacket Shooting" (Off shot movie)              |                          |
| 4.                       | "I Love You" (Live Tour 2014 "Tree" documentary film) |                          |
| 5.                       | "A-nation 2014 Stadium Festival backstage movie"      |                          |

| Version C – CD bonus tracks | Version C – CD bonus tracks | Version C – CD bonus tracks | Version C – CD bonus tracks                                                 | Version C – CD bonus tracks |
| STT                         | Nhan đề                     | Phổ lời                     | Phổ nhạc                                                                    | Thời lượng                  |
| --------------------------- | --------------------------- | --------------------------- | --------------------------------------------------------------------------- | --------------------------- |
| 15.                         | "Christmas is Loving"       | H.U.B.                      | Jordan Baum Michael McNamara                                                | 2:11                        |
| 16.                         | "Refuse to Lose"            | H.U.B.                      | Philippe-Marc Anquetil Christopher Lee-Joe*Danny Lattouf Martin Scott Carre | 3:09                        |
| Tổng thời lượng:            | Tổng thời lượng:            | Tổng thời lượng:            | Tổng thời lượng:                                                            | 60:35                       |

| Version D (Bigeast limited edition) – CD extra | Version D (Bigeast limited edition) – CD extra   | Version D (Bigeast limited edition) – CD extra |
| STT                                            | Nhan đề                                          | Thời lượng                                     |
| ---------------------------------------------- | ------------------------------------------------ | ---------------------------------------------- |
| 15.                                            | "CD-Extra: Time Works Wonders" (One cut version) |                                                |

## Nhân sự
Danh sách nhân sự được lấy từ thông tin đĩa nhạc album With.
Ca sĩ và nhạc sĩ
| - Tohoshinki (Yunho, Changmin) – vocals, background vocals - Philippe-Mare Anquetil – English voice-over (tracks 1, 16) - Team-T – background vocals (track 1, 16) - Yoo Young-jin – background vocals (track 4) - Hiroaki Takeuchi – background vocals (track 13) - Masamori Suzuki – trumpet (tracks 1, 2, 5, 16) - Hiroki Sato – trombone (tracks 1, 5, 16) - Yoshinari Takegami – saxophone (tracks 1, 2, 5, 16) - Teppei Kawakami – trumpet (track 2) - Kanade Shishiuchi – trombone (track 2) - Shinjiroh Inoue – piano (track 3) - Yoichi Murata – trombone (track 3) - Kang Soo-ho – drums (track 4) - Lee Tae-yoon – bass (track 4) | - Sam Lee – guitar (track 4) - Song Gwang-sik – keyboards (track 4) - Kim Dong-ha – trumpet, brass arrangement (track 4) - Lee Han-jin – trombone (track 4) - Zang Hyo-seok – saxophone (track 4) - Kim Sang-il – saxophone (track 4) - Kiyoto Konda – guitar (track 6) - Daisuke Kadowaki Strings – strings (track 9) - Shinjiroh Inoue – guitar, programming (tracks 10, 11) - Udai Shika Strings – strings (track 11) - Andreas Oberg – guitar (track 13) - Futoshi Kobayashi – trumpet (track 13) - Yuji Shimoda – trombone (track 13) - Kazuhiro Murase – saxophone (track 13) |

Đội ngũ kỹ thuật
| - Katsutoshi Yasuhara – direction (tracks 1–3, 5–16) - Atsushi Hattori – recording, mixing (tracks 1–3, 5–11, 13, 14, 16) - Hideaki Jinbu – recording, mixing (tracks 3, 5, 6, 8–12) - Yoo Young-jin – direction, recording, mixing (track 4) - Takeshi Takizawa – recording (tracks 3, 14) | - Oh Sung-gun with assistant Song Ju-yong – recording (track 4) - Kwak Jung-shin with assistant Jeong Mo-yun – recording (track 4) - Junichi Shinohara – recording (tracks 7, 13, 14) - Naoiki Yamada – mixing (tracks 2, 3, 7, 10–13) |

## Xếp hạng

### Bảng xếp hạng
| Bảng xếp hạng (2014, 2015)                     | Thứ hạng cao nhất |
| ---------------------------------------------- | ----------------- |
| Album Nhật Bản (Oricon)                        | 1                 |
| Billboard Japan Top Albums                     | 1                 |
| South Korean Albums Chart (Gaon)               | 7                 |
| South Korean International Albums Chart (Gaon) | 1                 |
| Taiwanese East Asian Albums Chart (G-Music)    | 7                 |

### Lượng tiêu thụ
| Phát hành            | Oricon chart         | Thứ hạng | Lượng tiêu thụ đầu tiên | Tổng số bản tiêu thụ | Chart run |
| -------------------- | -------------------- | -------- | ----------------------- | -------------------- | --------- |
| 17 tháng 12 năm 2014 | Daily Albums Chart   | 1        | 162,790                 | 266,824              | 18 tuần   |
| 17 tháng 12 năm 2014 | Weekly Albums Chart  | 1        | 233,216                 | 266,824              | 18 tuần   |
| 17 tháng 12 năm 2014 | Monthly Albums Chart | 1        | 244,116                 | 266,824              | 18 tuần   |
| 17 tháng 12 năm 2014 | Yearly Albums Chart  | 15       | 266,824                 | 266,824              | 18 tuần   |

## Chứng nhận
| Quốc gia                                  | Chứng nhận | Số đơn vị/doanh số chứng nhận |
| ----------------------------------------- | ---------- | ----------------------------- |
| Nhật Bản (RIAJ)                           | Platinum   | 250.000^                      |
| ^ Chứng nhận dựa theo doanh số nhập hàng. |            |                               |

## Ngày phát hành
| Quốc gia | Ngày                      | Định dạng                | Nhãn đĩa           |
| -------- | ------------------------- | ------------------------ | ------------------ |
| Nhật Bản | Ngày 17 tháng 12 năm 2014 | CD + DVD tải kỹ thuật số | Avex Trax          |
| Hàn Quốc | Ngày 7 tháng 1 năm 2015   | Tải kỹ thuật số          | S.M. Entertainment |
| Đài Loan | Ngày 30 tháng 1 năm 2015  | CD + DVD tải kỹ thuật số | Avex Taiwan        |
| Hàn Quốc | Ngày 12 tháng 2 năm 2015  | CD + DVD                 | S.M. Entertainment |